# Cerasa
Cerasa (łac. Diœcesis Cerasenus) – stolica historycznej diecezji w Cesarstwie Rzymskim (prowincja Lidia), współcześnie w Turcji. Pierwszym wzmiankowanym biskupem tej diecezji był Menocrates (V w.). Od 1933 katolickie biskupstwo tytularne, wakujące od 2001.

## Biskupi tytularni
| Lp. | Biskup           | Od           | Do          |
| --- | ---------------- | ------------ | ----------- |
| 1   | Réginald Jacq OP | 8 lipca 1948 | 2 maja 2001 |